# Asmā' bint Abī Bakr
Asmā' bint Abī Bakr (arabisch اسماء بنت ابي بكر, DMG Asmāʾ bint Abī Bakr‎; † 692) war Tochter des ersten Kalifen Abū Bakr as-Siddīq ibn Abī Quhāfa und seiner ersten Frau Qutaila bint ʿAbd al-ʿUzzā und die ältere Halbschwester von Aischa bint Abi Bakr, einer der Ehefrauen des Propheten Mohammed.
Asmāʾ gehörte nach der islamischen Überlieferung zu den frühesten Anhängern Mohammeds in Mekka. Ibn Hischām führt sie in seiner Liste der Sābiqūn awwalūn an zehnter Stelle auf. Besondere Verdienste erwarb sie sich zur Zeit der Hidschra im Jahre 622, als sich Mohammed und ihr Vater Abū Bakr vor dem Aufbruch nach Medina drei Tage lang in einer Höhle am Berge Thaur unterhalb Mekkas verbargen. Während dieser Zeit soll Asmāʾ allen Gefahren zum Trotz die beiden Männer regelmäßig abends mit Speise und Wasser versorgt haben. Bei einer dieser Gelegenheiten soll sie ihre Schärpe in zwei Streifen gerissen haben, um damit den Proviant zusammenzubinden und in die Höhle hinabzulassen. Auf diese Begebenheit geht nach der Überlieferung ihr ehrender Beiname Dhāt an-Nitāqain ("die mit den beiden Riemen") zurück. Ibn Ishāq berichtet, dass Asmāʾ, nachdem ihr Vater die Stadt verlassen hatte, Besuch von einer Gruppe von Quraisch erhielt, der auch Abū Dschahl angehörte. Als sie auf ihre Frage nach dem Aufenthaltsort ihres Vaters antwortete, dass sie darüber nicht Bescheid wisse, soll sie Abū Dschahl so heftig geohrfeigt haben, dass ihre Ohrringe hinuntergeschleudert wurden.
Nach der Hidschra heiratete Asmāʾ den Prophetengefährten az-Zubair ibn al-ʿAuwām. Ihm gebar sie die Söhne ʿAbdallāh, ʿUrwa und mehrere weitere Kinder. Die Ehe verlief aber nicht glücklich, az-Zubair behandelte Asmāʾ sehr hart und verstieß sie schließlich. Während az-Zubair den jüngeren Sohn ʿUrwa mitnahm, verblieb ʿAbdallāh bei seiner Mutter.
Asmāʾs Mutter Qutaila, die Abū Bakr noch in vorislamischer Zeit verstoßen hatte, nahm nie den Islam an. Als Qutaila sie vor der muslimischen Eroberung Mekkas besuchen kam und ihr Geschenke mitbrachte, verweigerte ihr Asmāʾ den Zutritt zu ihrem Haus und lehnte ihre Geschenke ab. Da sie offensichtlich wegen ihrer Verhaltensweise Schuldgefühle empfand, ließ sie ihre Halbschwester ʿĀʾischa den Propheten darüber befragen. Er urteilte, dass sie ihre Mutter hätte eintreten lassen und ihre Geschenke hätte annehmen müssen. Die Begebenheit gilt als Offenbarungsanlass für das Koranwort in Sure 60:8, das den Muslimen erlaubt, gegenüber Nicht-Muslimen, die nicht der Religion wegen gegen sie gekämpft und sie nicht aus ihren Häusern vertrieben haben, pietätvoll und gerecht zu sein.
Asmāʾ soll auch die treibende Kraft in der Widerstandsbewegung gegen die Umayyaden gewesen sein, die ab 680 von ihrem Sohn ʿAbdallāh angeführt wurde. Im Alter erblindete sie. Mit Bezug auf al-Haddschādsch ibn Yūsuf, der ihren Sohn 692 besiegte, verbreitete sie, dass der Prophet gesagt habe, dass zwei Lügner aus dem Stamm der Thaqīf hervorgehen würden. Damit meinte sie al-Mughīra ibn Schuʿba und al-Haddschādsch.